# Dunnet
Dunnet (Schots-Gaelisch: Dùnaid) is een dorp in het noorden van de Schotse lieutenancy Caithness in het raadsgebied Highland en ligt ongeveer 1,5 kilometer ten zuiden van Brough tussen John o' Groats en Thurso.
Enkele kilometers ten noorden van Dunnet ligt Dunnet Head het meest noordelijke punt van het Britse vasteland.